# Alto Guadalquivir
Alto Guadalquivir és una comarca de la província de Còrdova, Andalusia. Zona eminentment agrícola, comença a repuntar el sector industrial gràcies a les empreses de mobles de fusta el màxim exponent de la qual el trobem a Villa del Río i a empreses agroalimentàries i de caldereria a Montoro i Bujalance.
Es crea a partir de les antigues comarques de Bujalance (Bujalance, Cañete de las Torres, El Carpio i Pedro Abad) i Montoro (Montoro, Adamuz, Villa del Río i Villafranca de Córdoba). Montoro amb 9.491 habitants és el cap de partit judicial i el major municipi de la comarca, seguit de Bujalance. La comarca es pot dividir en tres àmbits territorials diferenciats, de nord a sud: 
- La Sierra (Adamuz i Montoro): Zona adrupta al sud de Sierra Morena amb importants recursos hídrics (embassaments del Guadalmellato, Yeguas i Martín Gonzalo) i naturals (Parc Natural Sierra de Cardeña Montoro)
- La Vega (Villa del Río, Pedro Abad, El Carpio i Villafranca de Córdoba). Se situa en al voltant de la ribera del Guadalquivir, de l'autovia d'Andalusia (N-IV) i de la línia de ferrocarril Madrid-Cadis. S'hi concentra el 70% de la població comarcal.
- La Campiña (Bujalance i Cañete de las Torres): Es tracta del centre agrícola de la comarca. És un ample territori molt fèrtil de pendents suaus de margues i argiles. Predomina el cultiu de l'olivar, el blat i el gira-sol. Es poden trobar exemples molt representatius de l'hàbitat rural andalús, el mas així com restes de les cultures que des de segles han habitat aquestes terres molt riques en aigües subterrànies: ibers, romans, etc.

## Fronteres
Limita amb:
- la comarca del Valle de los Pedroches al nord.
- la comarca de la Campiña Este-Guadajoz al sud.
- Còrdova i la comarca de Valle del Guadiato a l'oest.
- la província de Jaén a l'est.